# پلوریسم

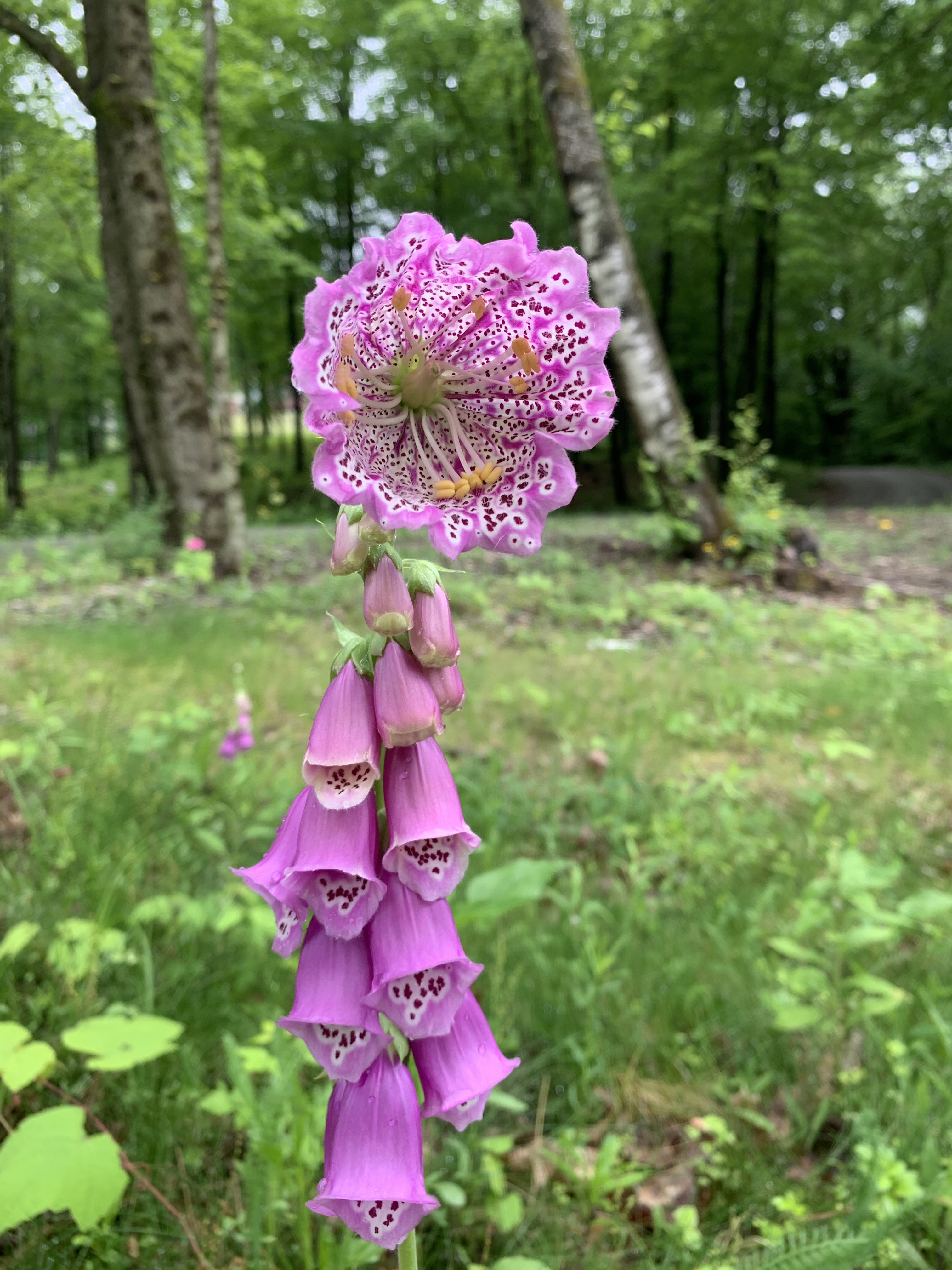
گل انگشتانه با گل پلوریک.

پلوریسم (انگلیسی: Pelorism)، اصطلاحی است که گفته می‌شود اولین بار توسط چارلز داروین برای تشکیل «گل‌های پلوریک» استفاده شد که از نظر گیاه‌شناسی تولید غیرعادی گل‌های تقارن شعاعی در گونه‌ای است که معمولاً گل‌های تقارن آینه‌ای تولید می‌کند. این گل‌های جهش‌یافته تقارن گلی خودبه‌خودی هستند. اصطلاح اپانودی (epanody) نیز به این پدیده گفته می‌شود. گل‌های تقارن دوطرفه چندین بار از گل‌های تقارن شعاعی فرگشت یافته‌اند، این تغییرات با افزایش تخصص در گرده‌افشان مرتبط است.

## تاریخچه

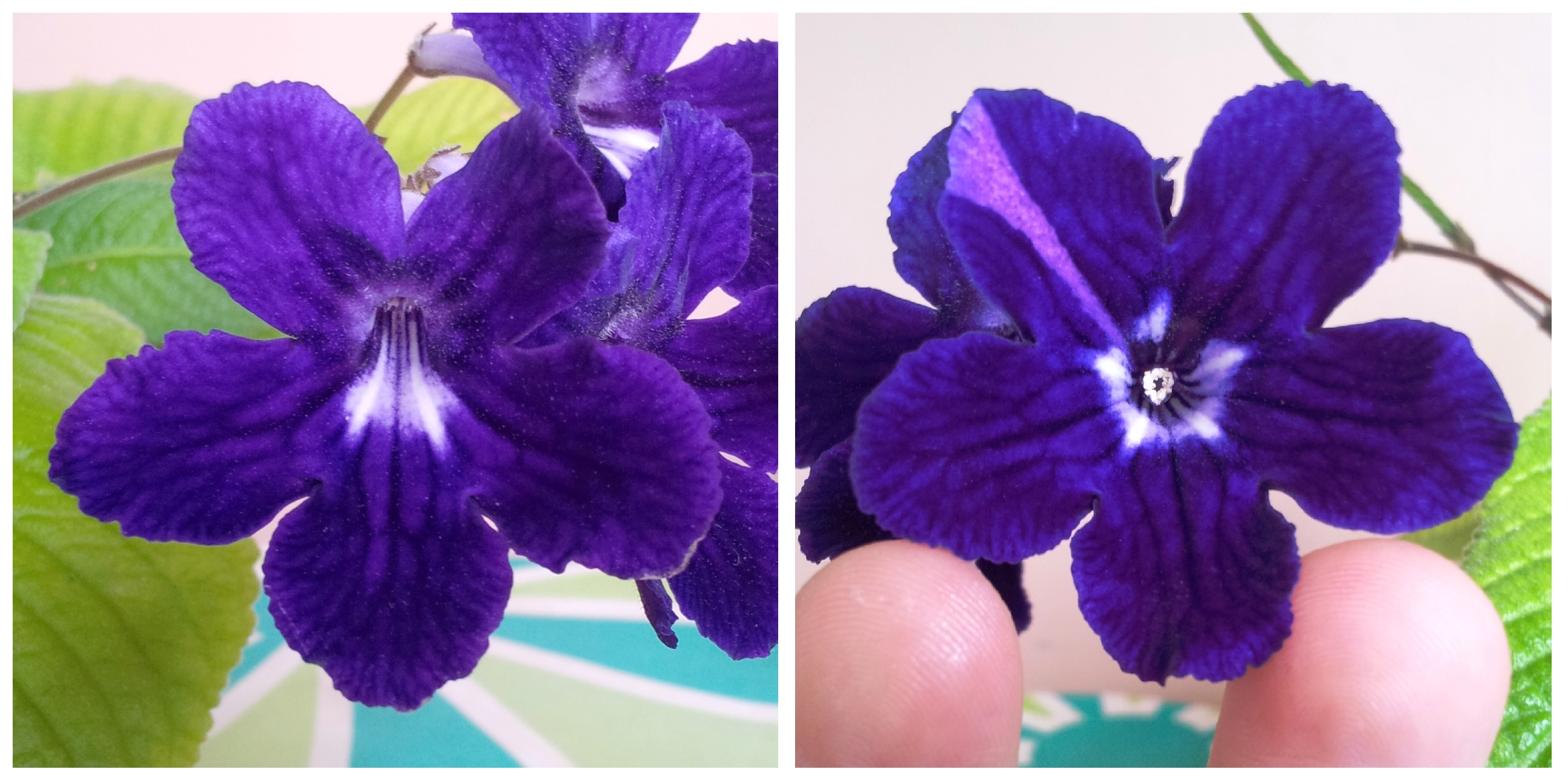
استرپتوکارپوس عادی (چپ) و پلوریک که تغییر تقارن دوطرفه به تقارن شعاعی را نشان می‌دهد.

پلوریسم از زمانی مورد توجه بوده‌است که یک نوع پنج‌مهمیز از گل کتانی (Linaria vulgaris L.) برای اولین بار در سال ۱۷۴۲ توسط گیاه‌شناس جوان اوپسالا در جزیره‌ای در مجمع الجزایر استکهلم کشف شد و سپس در سال ۱۷۴۴ توسط کارل لینه توصیف شد. جهش‌یافته، که به‌صورت رویشی پخش می‌شد، به جای معمول، پنج‌مهمیز داشت. با این حال، بقیه گیاه طبیعی بود. لینه دریافت که این تنوع برخلاف تصور او است که جنس‌ها و گونه‌ها به‌طور جهانی از طریق یک عمل «آفرینش اصلی» پدید آمده‌اند و از آن زمان تاکنون بدون تغییر باقی مانده‌اند.

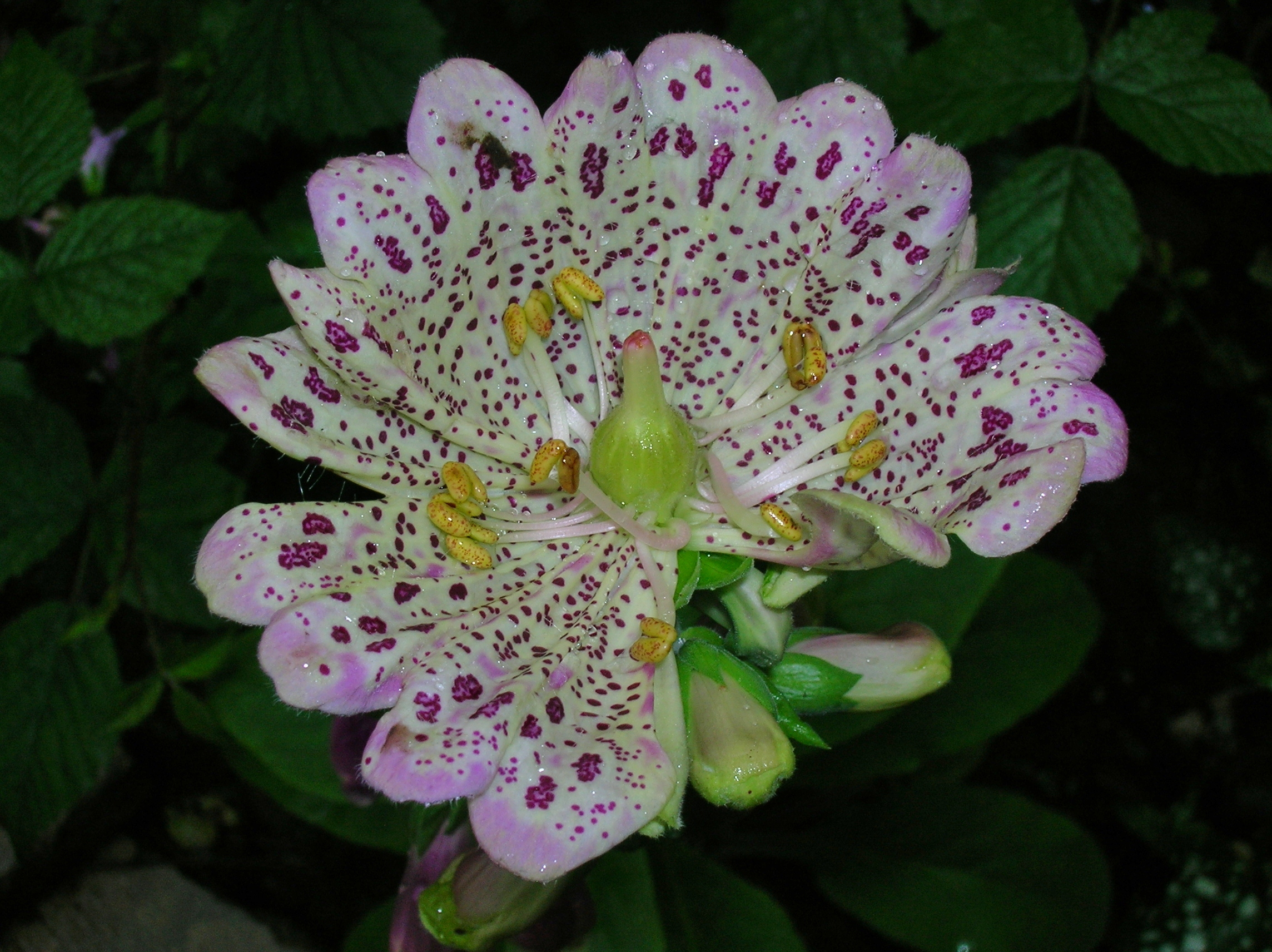
گل انگشتانه

لینه این نوع جهش‌یافته را "پلوریاً نامید که در یونانی به معنای "هیولاً یا "اعجوبه" است، زیرا پیامدهای بزرگی برای باور فعلی آن زمان مبنی بر تغییرناپذیر بودن گونه‌ها وجود داشت. او نوشت که:
"این مطمئناً کمتر از این نیست که یک گاو گوساله‌ای با سر گرگ به دنیا بیاورد."
گیاه پلوریک لینه را به حدی مجذوب خود کرد که او آن را در اقامتگاه تابستانی خود در هاماربی پرورش داد و توضیح او برای آن این بود که یک گل کتانی توسط گونه دیگری گرده‌افشانی شده‌است. چارلز داروین، چارلز ویکتور ناودین، یوهان ولفگانگ فون گوته و هوگو دو وریس در میان دیگران این جهش مهم را تحلیل و نوشتند.
گیاه‌شناس توماس فیرچایلد با کارل لینه مکاتبه کرد. فیرچایلد در سال ۱۷۱۷ یک دورگه ساختگی به نام میخک x قرنفل را تولید کرد که به «قاطر فیرچایلد» معروف شد، تلاقی بین قرنفل و صورتی میخک. تولید دورگه‌های بیشتر این باور را تضعیف کرد که گونه‌هایی که توسط خدا خلق شده‌اند تغییرناپذیر هستند.

## ظاهر و علت

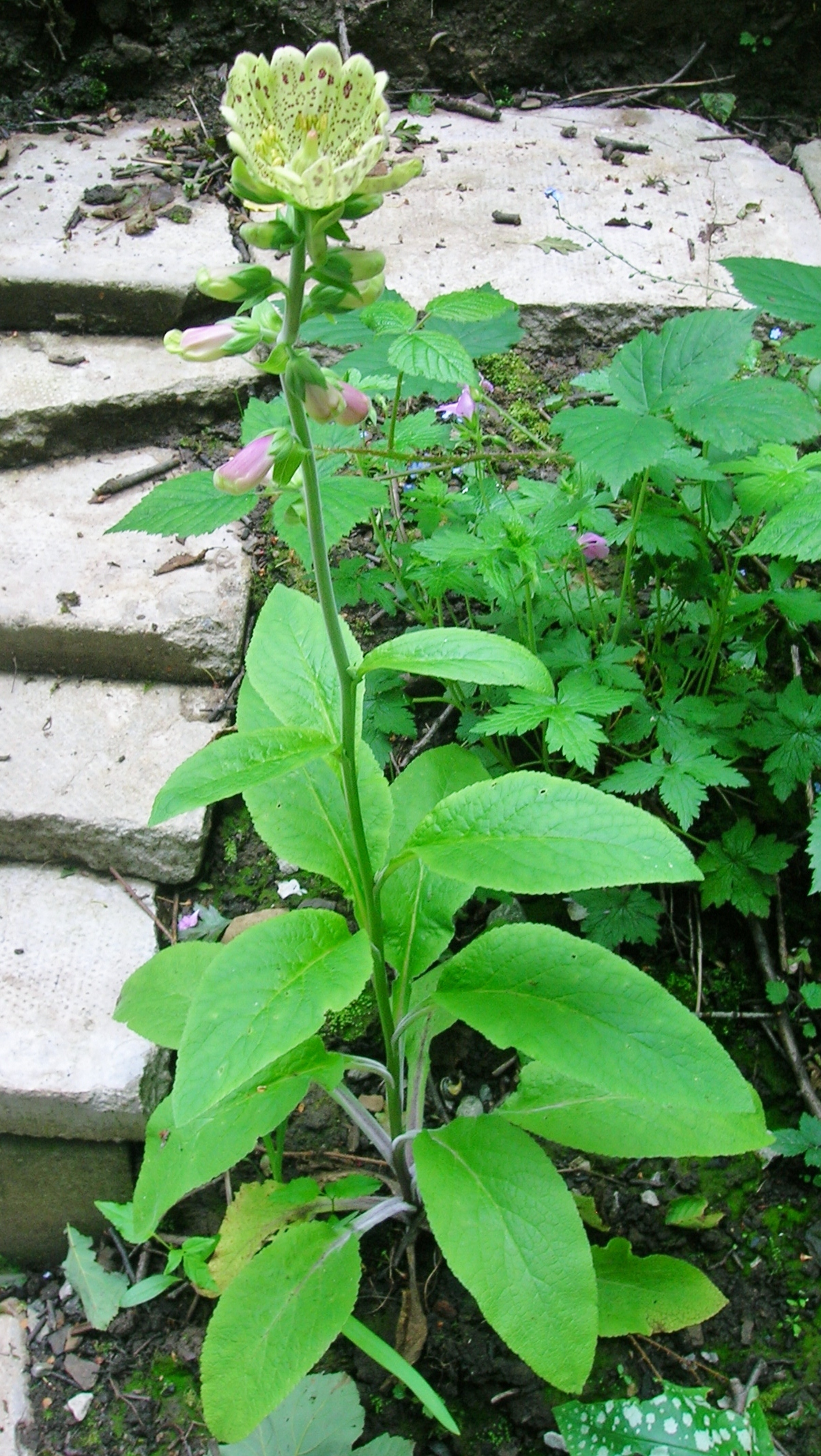
گل انگشتانه که یک گل پلوریک در راس و گل‌های معمولی‌تر را در زیر نشان می‌دهد.

در گیاه انگشتانه قابل توجه است که گل انتهایی بیشتر از گل‌های جانبی ویژگی‌های پلوریک را ایجاد می‌کند و این امر به جوانه‌های انتهایی که منبع بیشتری از شیره دارند کاهش یافته‌است. چارلز داروین علاقه خاصی به گل‌های پلوریک، رشد و گرده‌افشانی متقاطع گل میمونی داشت، زیرا او این پدیده را نشان‌دهنده بازگشت نسبی به نوع گذشته یا اجدادی می‌دانست. اشکال پلوریک معمولاً به‌صورت جهش‌های تصادفی در چندین گونه ارکیده در طبیعت ظاهر می‌شوند و این از نظر ژنتیکی کنترل می‌شود، اگرچه بیان می‌تواند تحت‌تأثیر تغییرات محیطی و تنش‌ها قرار گیرد. وقوع ناپایدار است و همان گیاه ممکن است در گلدهی بعدی به‌طور معمول خود را نشان دهد.
در گل‌های بسیار فرگشت‌یافته‌تر مانند ارکیده‌ها، جزئیات پلوریسم ممکن است پیچیده‌تر به‌نظر برسد با ویژگی‌هایی مانند دو گلبرگ جانبی که با دو برچسب اضافی جایگزین شده‌اند، لبچه با یک گلبرگ جانبی اضافی در نیمه‌پلوریک یا شبه‌پلوریک جایگزین شده‌است که در آن لبچه اصلاح‌شده کمتر تغییر یافته‌است. با این حال هنوز از گلبرگ‌های جانبی قابل تشخیص است و این درجه‌ای از تقارن آینه‌ای را به حلقه گلبرگ می‌دهد.
اگرچه نشان داده شده‌است که تولید گل‌های پلوریک عموماً از وراثت استاندارد مندلی پیروی می‌کند، اما این امر ثابت نیست و با ناتوانی گیاه در تولید میانگره‌های معمولی مرتبط است، این شکست منجر به ادغام جوانه‌های گل در گل‌های تقارن شعاعی می‌شود. گیاهان انگشتانه ابتدا گلدهی غنچه‌های پلوریک انتهایی را نشان می‌دهند و سپس جوانه‌های نرمال‌تر در زیر گل می‌دهند، برعکس الگوی گلدهی طبیعی، گل‌های انتهایی ابتدا پژمرده می‌شوند. ژن سیکلوایده (CYCLOIDEA (CYC)) تقارن گل‌ها را کنترل می‌کند و گل میمون پلوریک به‌طور ساختگی توسط ناک‌اوت شدن این ژن القا شده‌اند.

## لغت‌شناسی

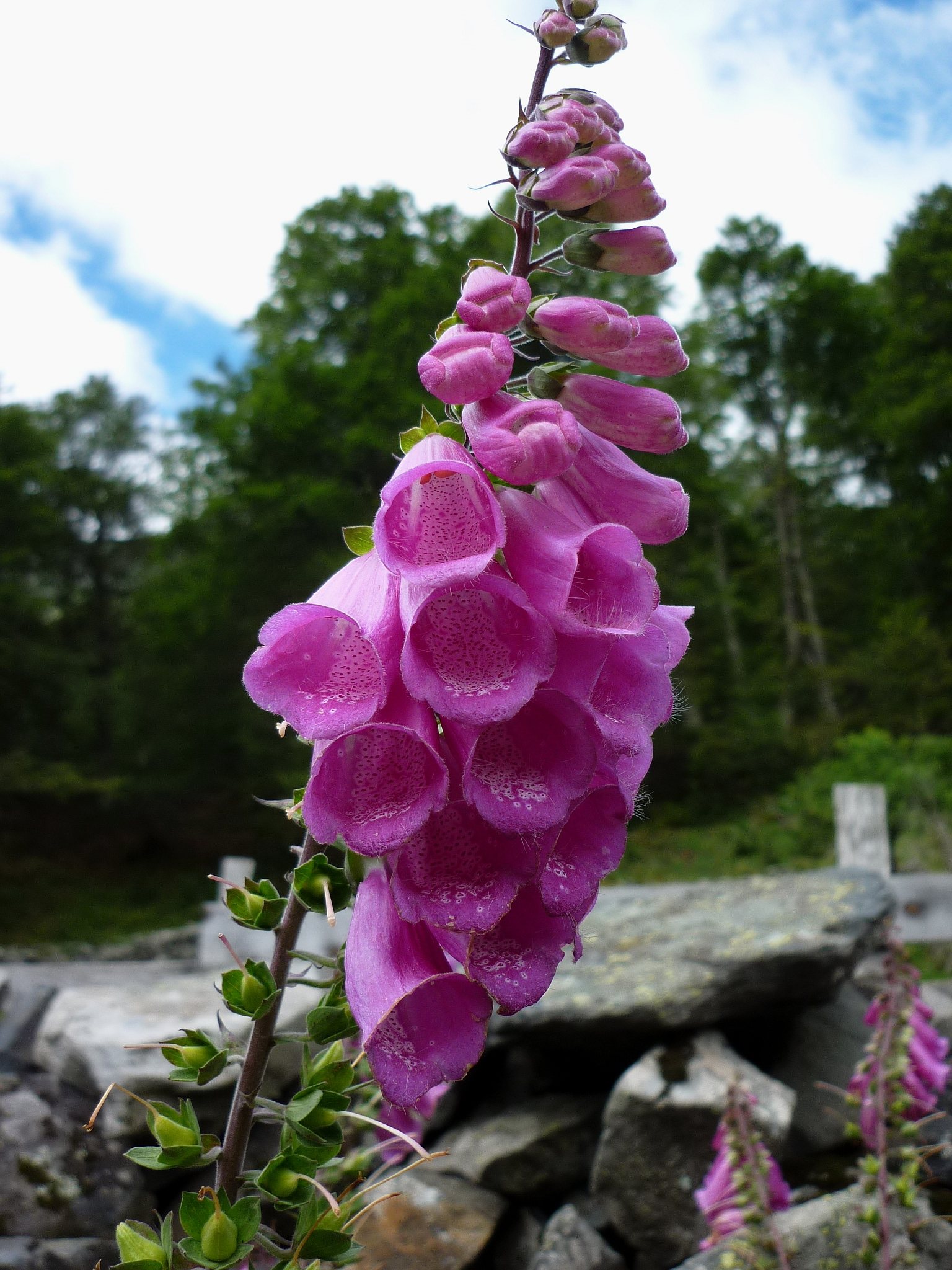
یک گیاه انگشتانه معمولی.

پلوریا هم از لاتین جدید و هم از کلمه یونانی pelōros به معنای هیولا گرفته شده‌است.

## نمونه‌ها
پلوریسم در چندین گونه ارکیده یافت می‌شود، مانند ارکیده شاپرکی که با گل‌هایی با تعداد غیرعادی گلبرگ یا لب به‌عنوان یک صفت ژنتیکی نشان داده می‌شود، که بیان آن تحت‌تأثیر محیطی است و ممکن است تصادفی به‌نظر برسد. به‌طور گسترده‌ای در خانواده نعناع و گونه‌هایی مانند گل انگشتانه، گلوکسینیا، گل میمونی، گل شمعدانی و پامچال جویباری دیده می‌شود. از آنجایی که گل‌های پلوریک بزرگ‌تر و احتمالاً جذاب‌تر از گل‌های معمولی هستند، گیاهانی مانند ارقام گلوکسینیا (Sinningia speciosa) عمداً برای داشتن گل‌های پلوریک پرورش داده شده‌اند.